# Centropus menbeki
Il cucal nero maggiore o cuculo fagiano di Menbeck (Centropus menbeki Lesson & Garnot, 1828) è un uccello della famiglia Cuculidae.

## Distribuzione e habitat
Questo uccello vive in Indonesia e Papua Nuova Guinea.

## Tassonomia
Centropus menbeki ha due sottospecie:
- Centropus menbeki menbeki
- Centropus menbeki aruensis